# Kabinett Lula da Silva II
Das Kabinett Lula da Silva II bildete von 2007 bis 2011 die Regierung in Brasilien.

## Kabinettsmitglieder
| Amt/Ressort                                              | Amtsinhaber                                                                  | Amtsinhaber                                                |
| -------------------------------------------------------- | ---------------------------------------------------------------------------- | ---------------------------------------------------------- |
| Präsident                                                |                                                                              | Luiz Inácio Lula da Silva                                  |
| Vizepräsident                                            |                                                                              | José Alencar                                               |
| Stabschef/in und Chef/in der Casa Civil                  |                                                                              | Dilma Rousseff (bis 30. März 2010)                         |
| Stabschef/in und Chef/in der Casa Civil                  | Erenice Guerra (31. März 2010 bis 16. September 2010)                        |                                                            |
| Stabschef/in und Chef/in der Casa Civil                  | Carlos Eduardo Esteves Lima (ab 16. September 2010)                          |                                                            |
| Generalsekretär der Präsidentschaft                      |                                                                              | Luiz Dulci                                                 |
| Sekretär für Menschenrechte                              |                                                                              | Paulo Vannuchi                                             |
| Sekretär für institutionelle Angelegenheiten             |                                                                              | Tarso Genro (bis 16. März 2007)                            |
| Sekretär für institutionelle Angelegenheiten             | Walfrido dos Mares Guia (16. März 2007 bis 26. November 2007)                |                                                            |
| Sekretär für institutionelle Angelegenheiten             | José Múcio Monteiro (26. November 2007 bis 28. September 2009)               |                                                            |
| Sekretär für institutionelle Angelegenheiten             | Alexandre Padilha (ab 28. September 2009)                                    |                                                            |
| Sekretär für institutionelle Sicherheit                  |                                                                              | Jorge Armando Felix                                        |
| Sekretär/in für die Gleichstellung ethnischer Gruppen    |                                                                              | Matilde Ribeiro (bis 6. Februar 2008)                      |
| Sekretär/in für die Gleichstellung ethnischer Gruppen    | Edson Santos (6. Februar 2008 bis 31. März 2010)                             |                                                            |
| Sekretär/in für die Gleichstellung ethnischer Gruppen    | Eloi Ferreira (ab 31. März 2010)                                             |                                                            |
| Sekretär für Häfen                                       |                                                                              | Pedro Brito                                                |
| Sekretär für soziale Kommunikation                       |                                                                              | Franklin Martins                                           |
| Sekretär für strategische Angelegenheiten                |                                                                              | Roberto Mangabeira Unger (18. Juni 2007 bis 30. Juni 2009) |
| Sekretär für strategische Angelegenheiten                | Samuel Guimarães (ab 20. Oktober 2009)                                       |                                                            |
| Präsident der Zentralbank                                |                                                                              | Henrique Meirelles                                         |
| Generalstaatsanwalt                                      |                                                                              | Álvaro Augusto Ribeiro Costa (bis 11. März 2007)           |
| Generalstaatsanwalt                                      | Dias Toffoli (11. März 2007 bis 23. Oktober 2009)                            |                                                            |
| Generalstaatsanwalt                                      | Luís Inácio Adams (ab 23. Oktober 2009)                                      |                                                            |
| Minister für Transparenz, Steueraufsicht und Kontrolle   |                                                                              | Jorge Hage                                                 |
| Ministerin für Frauen                                    |                                                                              | Nilcea Freire                                              |
| Minister für Agrarentwicklung                            |                                                                              | Guilherme Cassel                                           |
| Minister für Landwirtschaft, Viehzucht und Versorgung    |                                                                              | Luis Carlos Guedes (bis 22. März 2007)                     |
| Minister für Landwirtschaft, Viehzucht und Versorgung    | Reinhold Stephanes (22. März 2007 bis 31. März 2010)                         |                                                            |
| Minister für Landwirtschaft, Viehzucht und Versorgung    | Wagner Rossi (ab 31. März 2010)                                              |                                                            |
| Minister für Städte                                      |                                                                              | Márcio Fortes de Almeida                                   |
| Minister für Kommunikation                               |                                                                              | Hélio Costa (bis 1. April 2010)                            |
| Minister für Kommunikation                               | José Artur Filardi (ab 1. April 2010)                                        |                                                            |
| Minister für Kultur                                      |                                                                              | Gilberto Gil (bis 30. Juli 2008)                           |
| Minister für Kultur                                      | Juca Ferreira (ab 30. Juli 2008)                                             |                                                            |
| Verteidigungsminister                                    |                                                                              | Waldir Pires (bis 25. Juni 2007)                           |
| Verteidigungsminister                                    | Nelson Jobim (ab 25. Juni 2007)                                              |                                                            |
| Minister für Entwicklung, Industrie und Außenhandel      |                                                                              | Luiz Fernando Furlan (bis 29. März 2007)                   |
| Minister für Entwicklung, Industrie und Außenhandel      | Miguel Jorge (ab 29. März 2007)                                              |                                                            |
| Bildungsminister                                         |                                                                              | Fernando Haddad                                            |
| Umweltminister/in                                        |                                                                              | Marina Silva (bis 13. Mai 2008)                            |
| Umweltminister/in                                        | Carlos Minc (13. Mai 2008 bis 31. März 2010)                                 |                                                            |
| Umweltminister/in                                        | Izabella Teixeira (ab 31. März 2010)                                         |                                                            |
| Finanzminister                                           |                                                                              | Guido Mantega                                              |
| Minister für Fischerei und Aquakultur                    |                                                                              | Altemir Gregolin                                           |
| Außenminister                                            |                                                                              | Celso Amorim                                               |
| Gesundheitsminister                                      |                                                                              | Agenor Álvares (bis 16. März 2007)                         |
| Gesundheitsminister                                      | José Gomes Temporão (ab 16. März 2007)                                       |                                                            |
| Justizminister                                           |                                                                              | Márcio Thomaz Bastos (bis 16. März 2007)                   |
| Justizminister                                           | Tarso Genro (16. März 2007 bis 10. Februar 2010)                             |                                                            |
| Justizminister                                           | Luiz Paulo Barreto (ab 10. Februar 2010)                                     |                                                            |
| Minister für Arbeit und Beschäftigung                    |                                                                              | Luiz Marinho (bis 29. März 2007)                           |
| Minister für Arbeit und Beschäftigung                    | Carlos Lupi (ab 29. März 2007)                                               |                                                            |
| Minister für Bergbau und Energie                         |                                                                              | Silas Rondeau (bis 24. Mai 2007)                           |
| Minister für Bergbau und Energie                         | Nelson José Hubner Moreira (24. Mai 2007 bis 21. Januar 2008, kommissarisch) |                                                            |
| Minister für Bergbau und Energie                         | Edison Lobão (21. Januar 2008 bis 31. März 2010)                             |                                                            |
| Minister für Bergbau und Energie                         | Márcio Zimmermann (ab 31. März 2010)                                         |                                                            |
| Minister für nationale Integration                       |                                                                              | Pedro Brito (bis 16. März 2007)                            |
| Minister für nationale Integration                       | Geddel Vieira Lima (16. März 2007 bis 31. März 2010)                         |                                                            |
| Minister für nationale Integration                       | João Santana (ab 31. März 2010)                                              |                                                            |
| Minister für Planung, Haushalt und Management            |                                                                              | Paulo Bernardo                                             |
| Minister für Wissenschaft und Technologie                |                                                                              | Sérgio Machado Rezende                                     |
| Minister/in für soziale Entwicklung und Hungerbekämpfung |                                                                              | Patrus Ananias (bis 31. März 2010)                         |
| Minister/in für soziale Entwicklung und Hungerbekämpfung | Márcia Lopes (ab 31. März 2010)                                              |                                                            |
| Minister für soziale Sicherheit                          |                                                                              | Nelson Machado (bis 29. März 2007)                         |
| Minister für soziale Sicherheit                          | Luiz Marinho (29. März 2007 bis 3. Juni 2008)                                |                                                            |
| Minister für soziale Sicherheit                          | José Barroso Pimentel (11. Juni 2008 bis 31. März 2010)                      |                                                            |
| Minister für soziale Sicherheit                          | Carlos Eduardo Gabas (ab 31. März 2010)                                      |                                                            |
| Minister für Sport                                       |                                                                              | Orlando Silva                                              |
| Tourismusminister                                        |                                                                              | Walfrido dos Mares Guia (bis 22. März 2007)                |
| Tourismusminister                                        | Marta Suplicy (22. März 2007 bis 3. Juni 2008)                               |                                                            |
| Tourismusminister                                        | Luiz Barretto Filho (ab 3. Juni 2008)                                        |                                                            |
| Verkehrsminister                                         |                                                                              | Paulo Sérgio Passos (bis 29. März 2007)                    |
| Verkehrsminister                                         | Alfredo Nascimento (29. März 2007 bis 31. März 2010)                         |                                                            |
| Verkehrsminister                                         | Paulo Sérgio Passos (ab 31. März 2010)                                       |                                                            |